# Johanka z Arku (film, 1999)
Johanka z Arku (francouzsky Jeanne d'Arc) je francouzsko-český historický film z roku 1999, který režíroval Luc Besson dle vlastního scénáře. Snímek měl světovou premiéru dne 18. října 1999.

## Děj
Mladá Johanka z Arku žije v malé vesničce Domrémy v Lotrinském vévodství, až oddíl anglických vojáků vyrabuje a vypálí vesnici a zmasakruje vesničany; její sestra ji stihne ukrýt ve skříni. Johanka je svědkyní znásilnění a zabití své sestry opilým anglickým vojákem; zraňující zážitek v ní vyvolá averzi k Angličanům. Snaží se porozumět této traumatické zkušenosti a rozlišovat mezi ní, svou plodnou představivostí, svědomím, vnitřními dialogy, touhou po pomstě, láskou k Bohu i lidem, poselstvím Bible a svými vizemi. Všechno ji přesvědčuje, že ji Bůh pověřil vyhnáním Angličanů z Francie a korunováním dauphina Karla VII. za francouzského krále v remešské katedrále.
Její nakažlivé odhodlání stačí k tomu, aby povzbudilo morálku francouzské armády i vazalů francouzského krále a vyhnalo Angličany z Francie. Dynastie Valois využila proslulosti Johanky, aby legitimizovala korunovaci dauphina Karla VII., sjednotila Francii a zbavila ji anglických utiskovatelů; poté tuto hrdinku opustila. Je přenechána Burgunďanům, kteří ji odsoudí jako kacířku a poté odprodají Angličanům.
Pak probíhá soud; Johanka je sama a pochybuje o určitých epizodách svého života. Byly to jen náhody, které si spletla se znameními od Boha? Angličané ji odsoudí a popraví upálením 30. května 1431 na náměstí Vieux-Marché v Rouenu.

## Obsazení
| Milla Jovovich       | Johanka z Arku             |
| Dustin Hoffman       | svědomí Johanky            |
| Faye Dunawayová      | Jolanda Aragonská          |
| John Malkovich       | Karel VII. Francouzský     |
| Tchéky Karyo         | Jean de Dunois             |
| Vincent Cassel       | Gilles de Rais             |
| Pascal Greggory      | Jan II. z Alençonu         |
| Desmond Harrington   | Jean d'Aulon               |
| Richard Ridings      | Etienne de Vignolles       |
| Tara Römer           | Jean de Gamaches           |
| Tonio Descanvelle    | Jean Poton de Xaintrailles |
| Vincent Regan        | Buck                       |
| Toby Jones           | anglický soudce            |
| Gérard Krawczyk      | kněz na korunovaci         |
| Timothy West         | Petr Cauchon               |
| Jane Valentine       | Johanka jako dítě          |
| Joanne Greenwood     | Catherine                  |
| Gina McKee           | vévodkyně de Bedford       |
| Bruce Byron          | otec Johanky               |
| Framboise Gommendy   | matka Johanky              |
| Christian Erickson   | Georges de La Trémoille    |
| Michael Jenn         | Filip III. Dobrý           |
| David Bailie         | anglický soudce            |
| David Barber         | anglický soudce            |
| Timothy Bateson      | anglický soudce            |
| Dominic Borrelli     | anglický soudce            |
| Philip Philmar       | anglický soudce            |
| Philippe du Janerand | Dijon                      |
| Olivier Rabourdin    | Arthur III. Bretaňský      |
| Andrew Birkin        | John Talbot                |
| Paul Brooke          | kněz v Domrémy             |
| David Gant           | vévoda de Bedford          |
| Tony D'Amario        | starosta v Compiègne       |
| Jacques Herlin       | kněz v Orléans             |
| Joseph Malerba       | strážný v Beaurevoir       |
| Vincent Tulli        | lékař v Orléans            |
| Jean-Pierre Gos      | Laxart                     |
| Mélanie Page         | dívka v lázni              |
| Julie-Anne Roth      | dívka v lázni              |

### Natáčení
Natáčení probíhalo ve francouzských departementech Dordogne a Orne (Sées) a v Česku (Bruntál, Cheb a tamní hrad, Razová, Žebrák, Točník, hrad Pernštejn, Kutná Hora a zejména chrám sv. Barbory, Křivoklát a hrad).
Château de Beynac v Dordogne sloužil částečně jako kulisa pro film. Scéna korunovace francouzského krále v remešské katedrále Notre-Dame se natáčela v katedrále Notre-Dame v Sées; v Orne tým také natáčel v La Trinité-des-Laitiers, v Gacé a v Cisai-Saint-Aubin.

### Zajímavosti
Během natáčení se rozpadlo manželství Luca Bessona a Milly Jovovich; dle očitých svědků byly jejich hádky na denním pořádku a Jovovichová byla často pod vlivem marihuany (údajně proto, aby podala v roli Johanky přesvědčivější výkon). Atmosféra vygradovala do té míry, že uprostřed díla Besson odletěl na Maledivy, aby si odpočinul od své ženy.

## Ocenění
- César: nejlepší kostýmy (Catherine Leterrier) a nejlepší zvuk (Vincent Tulli, François Groult a Bruno Tarrière); nominace v kategoriích nejlepší film, nejlepší kamera (Thierry Arbogast), nejlepší režie (Luc Besson), nejlepší střih (Sylvie Landra), nejlepší hudba (Éric Serra) a nejlepší výprava (Hugues Tissandier)
- Lumières: nejlepší film a nejlepší režie pro Luca Bessona
- Motion Picture Sound Editors: cena Golden Reel za nejlepší zvukový střih zahraničního filmu
- Golden Trailer Awards: nejoriginálnější trailer
- Společnost filmových kritiků v Las Vegas: nejlepší výpravy pro Huguese Tissandiera a nejlepší kostýmy pro Catherine Leterrier
- Zlatá malina: nejhorší herečka (Milla Jovovich)